# Gerald z Aurillacu
Svatý Gerald z Aurillacu (francouzsky Géraud d'Aurillac (855? Aurillac – 13. října 909 Saint-Cirgues) byl akvitánský šlechtic z jižní oblasti Auvergne, který je římskokatolickou církví a dalšími křesťanskými církvemi uznáván za světce. Jeho svátek se slaví 13. října. Je uctíván jako patron svobodných mládenců, zdravotně postižených, je patronem v oblasti Horního Auvergne ve Francii.

## Biografie

### Původ
Jeho životopisec Odo (930–931), druhý opat z Cluny, se zmiňuje o tom, že Gerald pocházel z urozené galorománské rodiny. Mezi jeho významné předky zahrnuje Cézariuse, biskupa z Arles (470–543), a opata Arediuse. Byl spřízněn i s rodem Ramnulfovců, neboť Ramnulfa II. z Poitou považoval za svého blízkého příbuzného.
Jeho otcem byl Gerald, hrabě z Aurillacu, který je totožný s Geraldem II. z Limoges, bratrem Ramnulfa z Poitiers, oba synové Geralda z Auvergne. Ramnulf II. z Poitiers byl tak jeho bratrancem.Geraldova matka se jmenovala Adaltruda.

### Dětství a mládí
Jako jediný mužský potomek svého otce byl předurčen k pokračování rodu, jako šlechtic k výchově, která zahrnovala bojovou zdatnost, rytířské ctnosti a organizační schopnosti. V období dospívání však u něj nastaly zdravotní problémy takové závažnosti, že se jeho rodiče rozhodli pro opuštění jeho světské dráhy, pro kterou se jim mladý Gerald zdál být „příliš křehký“ a nadále byl vychováván pro církevní život. Osvojil si tak znalosti, které v době středověku nebyly pro šlechtice zcela prioritní. Přesný charakter jeho zdravotních problémů není znám, jednalo se však o rozsáhlé množství neidentifikovaných pupínků, které mladému Geraldovi přinášely fyzická omezení, snad i psychické problémy.

### Pán na Aurillacu
Jeho zdravotní problémy postupem času odezněly a po smrti svého otce 879? převzal povinnosti odpovídající jeho původu a urozenosti, přičemž získané církevní znalosti zformovaly jeho osobnost. Panství Aurillac spravoval jako přímo králi podřízený vazal s titulem hraběte (comes). Existuje o tom zmínka v jeho životopise, neboť jeho severní soused Vilém, mimo jiné hrabě z Auvergne, který disponoval mnohem rozsáhlejším panstvím, mu nabízel vazalství ve svých službách, což Gerald z Aurillacu zdvořile odmítl.
Samotné panství Aurillac svým rozsahem zahrnovalo přibližně dnešní Horní Auvergne, jeho jižní hranici tvořila řeka Aveyron a Toulouské hrabství, severní vrchol Puy Griou ve Francouzském středohoří, západní území v minulosti sahalo mnohem hlouběji do dnešního departementu Lot.          

### Osobní život
Gerald se rozhodl žít v celibátu a vážně uvažoval o ukončení světského života, vstupu do kláštera a postoupení majetku církvi. Avšak biskup Gausebert z Rodezu a Cahors mu tento počin rozmluvil a přesvědčil ho, že jako světský vládce žijící životem zbožného křesťana bude svému lidu užitečnější.
Jako místní aristokrat se totiž těšil dobré pověsti a byl respektovaný. Podle vykonaných skutků, které Odo z Cluny uvedl v jeho životopise, své poddané neutiskoval, pomáhal jim v nouzi a jako místní soudce, což byla pravomoc spojená s jeho úřadem, se snažil být v rozsudcích obezřetný.
Jako hluboce věřící člověk hledal spásu ve svých skutcích v pozemském životě. Vykonal několik poutí do Říma, údajně tak činil každé dva roky, takových cest vykonal sedm.

### Spor s Adémarem z Angoulême
Několikrát musel čelit i vojenským útokům na své panství, které vždy úspěšně odrazil. Největší hrozbu představoval Adémar z Angoulême, který se po smrti Ramnulfa II. z Poitou († 890) pokusil nabýt panství, které v minulosti ztratil jeho otec Emenon, jmenovitě hrabství Poitou. To roku 892 napadl a obsadil. Mladičkého nemanželského syna Ramnulfa II. však nedopadl, ten našel azyl právě u Geralda z Aurillacu. Adalelm, bratr Adémara, se pokusil o neúspěšný přepad města, byl však uvězněn a po čtrnácti dnech zemřel.
Ebalus, syn Ramnulfa II., našel na přímluvu hraběte Geralda ochránce v mocném Vilémovi Zbožném, hraběti z Auvergne, který se těšil jeho přízni. Ten útok nepřátel odrazil a roku 902 pomohl Ebalusovi k obsazení Poitou.

### Závěr života
V roce 902 hrabě Gerald oslepl a rozhodl se zbývající část svého života strávit na svém soukromém sídle v Cezeinac-en-Guercy, v obci se současným názvem Saint-Cirgues, která se nachází 15 km severovýchodně od města Figeac v departementu Lot. Zde zemřel 13. října roku 909.

## Církevní odkaz
Ovlivnění církevní výukou v období dospívání provázelo Geralda po zbytek života. Původní záměr, tedy život řeholníka, mu rozmluvil biskup Gausebert a hrabě z Aurillacu přijal jeho kompromisní stanovisko, že se stal církevním laikem. Jeho druhému přání, tedy aby se stal donátorem katolické církve, biskup přijal a doprovázel Geralda z Aurillacu na jeho první pouti do Říma k papeži, který tento záměr schválil.
Na vlastní náklady nechal roku 894 hrabě Gerald v Aurillacu vystavět klášter, kam přivedl řád benedyktýnů z kláštera Vabre (Vabrensi coenobio) v dnešní obci Vabres-l'Abbaye v kantonu Saint-Affrique. Nově vzniklý klášter v Aurillacu ve svém řízení podléhal přímo papeži. Byla to výsada oproti zavedeným zvyklostem, která znamenala předvoj clunyjské klášterní reformy. Tuto výsadu klášteru Aurillac potvrdil roku 909 západofranský král Karel III. Prosťáček na základě závěti pořízené Geraldem z Aurillacu.

## Rodina
Kromě příbuzenského vztahu s rodem Ramnulfidů měl Gerald z Aurillacu dvě sestry, z nichž Adaltrude se provdala za Hildeberta, vikomta Limoges († 914)     